# Dassault Mirage 2000
Dassault Mirage 2000 je večnamensko enomotorno reaktivno lovsko letalo, ki so ga načrtovali pri francoskem podjetju Dassault Aviation. Zasnovali so ga v 1970ih na podlagi Mirage III. Glavni uporabnik so Francoske letalske sile (Armée de l'Air). Izdelali so več različic in ga prodali več državam po svetu. Skupaj so zgradili okrog 600 letal.
Mirage 2000 so razvili na podlagi študij med letoma 1965 in 1975. Prvo koncept je bil "Anglo-French Variable Geometry" (AFVG) z gibljivimi krili, Francozi so leta 1967 odstopili od projekta. Britanci pa so s sodelovanjem z Nemci in Italijani razvili Panavia Tornado. Dassault je potem študiral o konceptu na bazi "Mirage G", ki naj bi postal "Avion de Combat Futur (ACF / Bodoče bojno letalo)". Dassault je predlagal za ACF tudi dvomotornega Super Mirage.
AFC ni požel velika zanimanja za izvoz, zato je Dassault začel z drugimi "Mini-Mirage (Mimi)" koncepti: "Super Mirage III", potem "Delta 1000", "Delta 2000", "Super Mirage 2000", in na koncu "Mirage 2000". Razmišljali so tudi o dvomotornem Mirage 4000.
ACF je bil prvonamerno jurišno letalo in sekundarno prestreznik, Mirage 2000 pa obratno. Je pa bil Mirage 2000 cenejši in je na koncu dobil vladno potrditev. Mirage 2000 bi bolje tekmoval z Ameriškim F-16 Fighting Falcon, ki je dobil veliko naročil v tujini.

## Tehnične specifikacije (Mirage 2000C)
Splošne karakteristike
- Dolžina:  ()
- Razpon kril:  ()
- Višina:  ()
- Pogon letala: 1 × SNECMA M53-P2 turbofan z dodatnim zgorevanjem
  - Potisk motorjev (suh): 64,3 kN (14 500 lbf)
  - Potisk motorjev z dodatnim zgorevanjem: 95,1 kN (21 400 lbf)

 Zmogljivost 
- Maks. hitrost: Mach 2,2 (2 530+ km/h, 1 500+ mph) na visoki višini/ 1 110 km/h (690 mph) na nizki višini
- Doseg: 1 550 km (837 nmi, 963 mi) z dodatnim tanki
- Največji doseg: 3 335 km (1 800 nmi, 2 073 mi) z dodatnim gorivom
- Višina leta: 17 060 m (59 000 ft)
- Hitrost vzpenjanja: 285 m/s (56 000 ft/min)
- Obremenitev kril: 337 kg/m² (69 lb/ft²)
- Razmerje potisk/teža: 0,7 (naložen)

Oborožitev

- Strelno orožje: 2× 30 mm (1.18 in) DEFA 554 revolver, 125 nabojev na top
- Nosilci za orožje: 9 skupaj (4× pod krili, 5× pod trupom) s kapaciteto 6 300 kg (13 900 lb) orožje in tanki za gorivo
- Rakete: Matra 68 mm nevodljive rakete, 18 raket na nosilec
- Izstrelki: 

  - Rakete zrak-zraj:
    - 6× MBDA MICA IR/RF
    - 2× Matra R550 Magic-II in 2× Matra Super 530D

  - Rakete zrak-zemlja:
    - 2× Exocet
    - 2× AS-30L lasersko vodena
    - 1× ASMP taktična jedrska bomba
- Bombe: 9× Mk.82

Letalska elektronika

- Thomson-CSF RDY (Radar Doppler Multi-target) radar